# 無佔有
無佔有（non-possession），顧名思義，是指視沒有任何人或者物擁有任何東西的哲學。
印度及細亞各宗教，如印度教及錫克教，有不貪婪（Aparigraha）的哲理，與無佔有十分接近。分別是無佔有則是甘地發明及實踐的真理堅固（Satyagraha）哲學系統的一部份。甘地在生時帶領人民採取非暴力反抗，對象是印度當代及根深蒂固的所有社會問題。當時，印度由英國統治；此只為社會問題的一部份。因此，反抗策略需考慮到印度社會傳統思想、民風、禮節及英國社會的法律思想。最後實行的策略，由甘地本人命名為「真理堅固」。自此可結論，無佔有深受西方法律思想及哲學的影響。又，解釋無佔有則可明確解釋「擁有」及「佔有」為何物 。
無佔有不排除世上存有佔有觀念。甘地本人在實踐無佔有同時亦生活在極端貧窮之中，但此不代表實踐無佔有則會貧窮。要實踐無佔有，必須吸取僅所需要的資源（不過多亦不過少），否則沒有可能實踐。人類（及其他動物、個體）之所以有吸取過多或過少的行為，歸咎於社會條件反射作用。甘地在執行真理堅固時，貧窮生活為此策略的一部份，但不是無佔有的一部份。
當一個人或個體未察覺到所有對自己有直接或間接影響的事件時，對此個體來說，無佔有只是原則；但當一個人或個體
- 察覺到所有直接或間接影響自己的事件;
- 徹底分析接收到的資料（分析個別事件之間的關係及於事中看見意義）;
- 分析後把結論變成行動的動機，而後隨動機行動;

此個體自然會繼續體會到、接受及確認所有直接或間接影響自己的事件。
籠統地說，在以上描述的條件下得出結論後， 作結論的個體必然會作出某些行動；其一就是吸取及使用僅所需要的資源。
當一個個體能不斷從更多的角度觀看個別事件之間的關係，及於事中推得事情的意義時，此舉必然使某些具體的情況產生；其一就是此個體必體會到沒有任何人或物擁有任何東西。

## 擁有及佔有
在一設定的時限內，凡享有一件物品的所有佔領及使用的所有機會者為之擁有此物。換言之，當一個人或個體接觸、佔領或使用一物，因而有意或無意地使其他人或個體不可或不能同時使用此物，此人或個體則擁有此物。再從另一角度解釋，如果有多過一個個體同時一樣接觸、佔領或同時使用一物時，此物便不被擁有。「擁有」與「佔有」完全基於實則經驗。
「擁有」與「物主權」之間有很多重疊，但並不是同一個概念。擁有是完全基於是實則經驗，而物主權則是某人或個體主張的權利。物主權是指，稱為物主的人或個體，在無論誰或甚麼擁有被主物之情況下，所享有接觸及使用被主物的優先權（專利）。而因為權利必定是基於預先的協議或其他公認的議定，自此推理，物主權必定是由社會上的禮節或法律支持。在有關的禮節系統或法律系統之範圍內，物主權是物主的應有（entitled）權利。
在同時有一個以上的個體直接或間接影響某一物的場合，符合以下條件即產生排斥(exclusion)：
1. 有一個或以上的個體主張自己有影響此物的優先權（專利權）；
2. 有外力把專利權給與一個或一群個體。
當非專利者與專利者同處於有關專利咸蓋的權範內時，非專利者於原則上自動受到排斥，毋需專利者作出任何具體行動。因此，解釋「專利權」（及「擁有」），其中一個必需（implied）條件是排斥非專利者。
當同時有一個以上的個體直接或間接影響一物時，若發生上述兩樣構成排斥的條件其一，事實現象與權利間便隨之產生抵觸。就算非專利者確認專利者的優先權，非專利者對此物的實際影響必定與專利者的優先權產生抵觸。從另一角度解釋：先定的優先次序與實則現象不配合時，則產生矛盾。
發明物主權的部份動機，有可能是要要解決以上的兩難推理。當一個有限的社會上實行支持物主權的禮節系統，在此社會內就不需要花時間直接對付以上的矛盾問題。

### 使用物主權解除優先權及實則擁有間的矛盾
在上述的情況下，使用物主權則可增加有限社會內產生共識的機率。於支持物主權的社會中，在禮節或法律的壓力下，某一方可長期擁有優先權。除非物主放棄他、它的權利，此先定的優先權不受實則現象影響。
但一個如此的圈子，當一個不知道有此共識的外來個體進入時，會產生矛盾。因為此時，實則現象反而同時變成概念及實則經驗的基礎。
英國進入印度則是以上現象的實例。進入印度的英國公民，在要得到印度已聲明擁有之物質的同時，亦不打算成為印度傳統社會的一部份；此舉直接挑戰當地人已定的物主權。與此同時，此舉把主動及非主動（旃陀羅）參與印度社會的人，視為一體。英國勢力在聲明在印度的物資主權前，以以下行動挑戰當地人已定的物主權
- 實則佔領（他們在印度的動機就是要佔領，所以他們身在印度的事實本身就是對主權的挑戰。）
- 印度對本國佔有資源的浪費（印度本身有很多貧窮的國民，國家卻沒有運用自己的資源解決問題；相對地，英國有意使用這些資源使本國，甚至他國的國民更富有。此為道德的行為。而英國的同等國家亦承認英國合法地使用這些資源。）
- 印度未能對英國的行動作出法律上及哲學上的反對。

除物主權外，另一可以解除優先權及實則擁有間的矛盾的哲理正是無佔有。如果聲稱擁有與實則佔領永不相矛盾，那便不會產生抵觸。沒有優先權所產生對實則擁有者的排斥，聲稱有優先權的永遠會是實則擁有者。

### 使用無佔有解除優先權及實則擁有間的矛盾
如果 所有的聲稱與現實情況永遠相符，那便不會有矛盾。